# Ruby Thoma
Ruby Thoma, née Ruby Dediya en 1949 à Nauru, est une femme politique nauruane.

## Biographie
Elle effectue ses études secondaires en Australie, puis suit une formation à l'hôpital Epworth à Melbourne pour devenir infirmière. Elle obtient, à la faculté de médecine de l'université d'Otago en Nouvelle-Zélande, un diplôme professionnalisant et devient sage-femme à Nauru.
Elle entre en politique et se porte candidate dans la circonscription d'Anetan/Ewa pour les élections législatives de 1983. Elle est soutenue par un groupe de femmes qui l'aident à faire campagne, arguant de l'utilité d'avoir une députée éduquée qui saura défendre les intérêts des femmes et des enfants au Parlement. Depuis l'indépendance du pays en 1968, tous les députés ont été des hommes. Elle se heurte à la résistance même de femmes, qui considèrent que la politique est une affaire d'hommes, et échoue. Elle se porte candidate à nouveau lors des élections législatives de 1986, et cette fois est élue, devenant la première femme députée. Il n'y a alors pas de partis politiques à Nauru, et tous les députés siègent donc sans étiquette, en coalitions informelles.
Elle se joint à la majorité parlementaire du président Hammer DeRoburt, qui la nomme ministre des Finances, de décembre 1986 jusqu'à ce que le gouvernement soit démis par la perte de sa majorité parlementaire en août 1989. Ruby Dediya conserve son siège de députée lors des législatives qui suivent, mais le perd aux élections de 1992. Elle fonde l'Association du mouvement populaire pour s'opposer aux dépenses excessives du gouvernement de Bernard Dowiyogo. Étant fonctionnaire, elle est alors limogée de son emploi de sage-femme. Elle retrouve son siège au Parlement aux élections législatives de 1995, puis le perd en 1997, ce qui met un terme à sa carrière politique.
Durant la totalité de sa carrière, elle est la seule femme députée. Aucune autre femme n'est élue au Parlement avant Charmaine Scotty, élue députée de Yaren aux législatives de 2013,.
À la fin des années 2000, elle est nommée à la présidence du comité chargé de piloter un projet de réforme constitutionnel. Ce projet n'aboutit pas, les réformes étant finalement rejetées par référendum en 2010.
En 2018, le gouvernement britannique honore une personne de chacun des cinquante-trois États membres du Commonwealth des Nations pour leur travail volontaire en faveur de personnes vulnérables ou désavantagées dans leur communauté. Ruby Thoma est la personne honorée comme « Point de Lumière » (Point of Light) de Nauru, pour sa présidence de l'Organisation nauruane des Personnes handicapées, et pour son activisme auprès du gouvernement nauruan à ce sujet. Elle-même est en fauteuil roulant à cette date.